# 渡部陽一 勇気のコトバ
渡部陽一 勇気のコトバ（わたなべよういち ゆうきのコトバ）は、2010年12月6日から2011年1月27日まで、ニッポン放送をキーステーションにNRN系列全国ネットで放送されたラジオ番組である。

## 番組概要
パーソナリティは、戦場カメラマンの渡部陽一。渡部にとっては、テレビ・ラジオを通して初の、冠番組でありパーソナリティ担当番組だった。内容は、渡部が受験生へ向けて応援するメッセージを伝えていくというものだった。
編成上は、『オールナイトニッポンGOLD』（22:00 - 23:45）終了直後であったが、新聞に掲載される番組表では『…GOLD』に一括されており、本番組が明記されることは無かった。
終了後、同年2月27日（日曜日）20:00 - 21:30には、90分枠に拡大した特別番組として『渡部陽一 勇気のコトバスペシャル』がニッポン放送ローカルで放送された。特番の方は、受験生のみならず様々な世代の人物を応援するコンセプトで勇気をもらった言葉を紹介していく内容として放送された。

## 備考
2011年1月3日には、本番組のほかに、11:30 - 12:55枠で『渡部陽一 勇気の音楽』（わたなべよういち ゆうきのおんがく）と題した特別番組を放送。ディスクジョッキーとして、戦場取材のエピソードとともに自身選曲による音楽を紹介した。